# Oteiza de Berrioplano
Oteiza (oficialmente) u Oteiza de Berrioplano (Oteitza en euskera) es un concejo del municipio de Berrioplano situado en la Comunidad Foral de Navarra (España). La localidad está situada en la Cuenca de Pamplona. Su población en 2014 fue de 58 habitantes (INE)

## Geografía
Oteiza se ubica al pie del monte Eltxumendi y a la derecha del río Arga. Limita al norte con Juslapeña, al sur con Loza, al este con Elcarte y al oeste con Añézcar.

## Historia

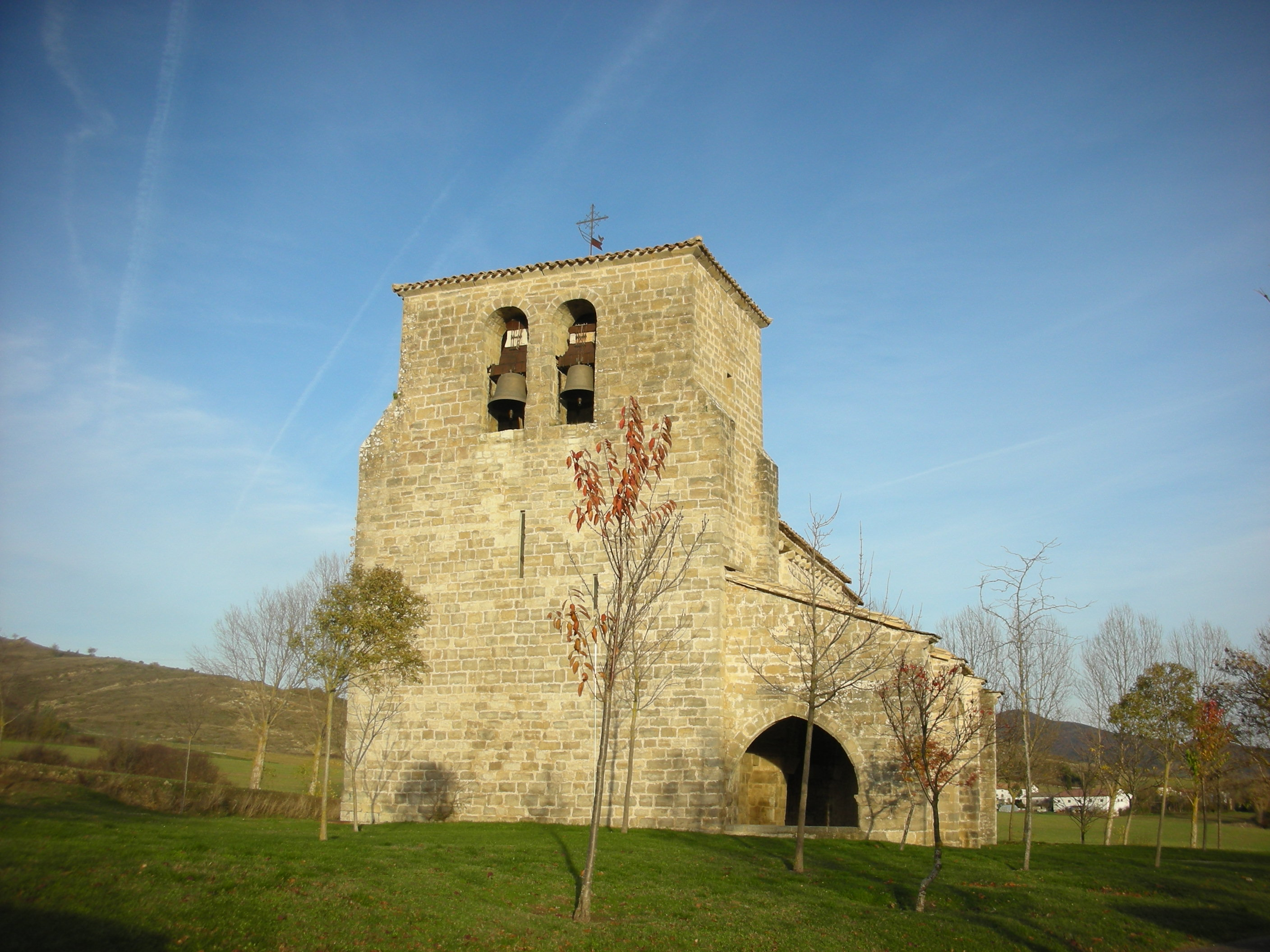
Iglesia de San Juan Bautista.

Fue una antigua villa de señorío nobiliario, que durante los siglos XI y XII fue sede del linaje de su nombre. Su monasterio de San Juan y su iglesia fueron donados a la abadía de Leyre en el siglo XI. También tuvieron posesiones en su término la  Catedral de Pamplona desde el siglo XII y la Colegiata de Santa María de Roncesvalles desde el siglo XIII.
Su historia está fuertemente ligada a la del pueblo de Añézcar desde que, en el siglo XIII, el rey navarro Sancho VII el Fuerte comprara ambos pueblos a un caballero aragonés. Por ello no existe límite de separación entre estos pueblos y los comunales, aunque cada uno dispone de autonomía propia. Los niños de Oteiza acudían a la escuela de Añézcar hasta épocas recientes.

## Demografía
| 1996 | 1998 | 1999 | 2000 | 2001 | 2002 | 2003 | 2004 | 2005 | 2006 | 2007 | 2008 | 2009 |
| ---- | ---- | ---- | ---- | ---- | ---- | ---- | ---- | ---- | ---- | ---- | ---- | ---- |
| 47   | 46   | 58   | 59   | 59   | 69   | 67   | 66   | 65   | 69   | 70   | 68   | 69   |

## Fiestas
- Fiestas Patronales: Son en honor a San Juan y se celebran el 24 de junio.[1]
- Romería de San Isidro: Se celebra todos los años el 15 de mayo, en compañía de los pueblos de Añézcar y Larragueta.[1]